# Euthalia
Euthalia is een geslacht van vlinders uit de onderfamilie Limenitidinae van de familie Nymphalidae.

## Soorten
- Euthalia aconthea (Cramer, 1777)
- Euthalia adonia (Cramer, 1780)
- Euthalia aetion (Hewitson, 1862)
- Euthalia agniformis Fruhstorfer, 1906
- Euthalia agnis (Van Vollenhoven, 1862)
- Euthalia alpheda (Godart, 1824)
- Euthalia alpherakyi Oberthür, 1907
- Euthalia amanda (Hewitson, 1862)
- Euthalia anosia (Moore, 1858)
- Euthalia aristides Oberthür, 1907
- Euthalia bunzoi Sugiyama, 1996
- Euthalia confucius (Westwood, 1847)
- Euthalia djata Distant & Pryer, 1887
- Euthalia duda Staudinger, 1855
- Euthalia eriphylae De Nicéville, 1891
- Euthalia formosana Fruhstorfer, 1908
- Euthalia franciae (Gray, 1846)
- Euthalia guangdongensis Wu, 1994
- Euthalia hebe Leech, 1891
- Euthalia ipona Fruhstorfer, 1913
- Euthalia irrubescens Grose-Smith, 1893
- Euthalia kameii Koiwava, 1996
- Euthalia kanda (Moore, 1859)
- Euthalia kardama (Moore, 1859)
- Euthalia kesava (Moore, 1859)
- Euthalia khama Alphéraky, 1898
- Euthalia kosempona Fruhstorfer, 1908
- Euthalia lubentina (Cramer, 1777)
- Euthalia lusiada (C & R. Felder, 1863)
- Euthalia mahadeva (Moore, 1859)
- Euthalia malaccana Fruhstorfer, 1899
- Euthalia malapana Shirôzu & Chung, 1958
- Euthalia merta (Moore, 1859)
- Euthalia monina (Fabricius, 1787)
- Euthalia nais (Forster, 1771)
- Euthalia nara (Moore, 1859)
- Euthalia niepelti Strand, 1916
- Euthalia omeia Leech, 1891
- Euthalia pacifica Mell, 1934
- Euthalia patala (Kollar, 1844)
- Euthalia perlella Chou & Wang, 1994
- Euthalia phemius (Doubleday, 1848)
- Euthalia pratti Leech, 1891
- Euthalia pulchella (Lee, 1979)
- Euthalia sahadeva (Moore, 1861)
- Euthalia strephon Grose-Smith, 1893
- Euthalia telchinia (Ménétriés, 1857)
- Euthalia thibetana (Poujade, 1885)
- Euthalia tsangpoi Huang, 1999
- Euthalia undosa Fruhstorfer, 1906
- Euthalia whiteheadi Grose-Smith, 1889

## Niet meer als zelfstandige soort
- Euthalia amabilis Staudinger, 1896
- Euthalia cordata Weymer, 1887
- Euthalia euphemius Staudinger, 1896
- Euthalia inspersa (Fruhstorfer, 1906) gepubliceerd als ondersoort van Nora salia, nu zelf een ondersoort van monina
- Euthalia jama (C. & R. Felder, 1866)
- Euthalia leechi Oberthür, 1907
- Euthalia ludonia Staudinger, 1889
- Euthalia mitschkei Lathy, 1913
- Euthalia narayana Smith & Kirby, 1891
- Euthalia numerica Weymer, 1885
- Euthalia ottonis Fruhstorfer, 1899
- Euthalia pyrrha Leech, 1892
- Euthalia sericea Fruhstorfer, 1896
- Euthalia tanagra Staudinger, 1889
- Euthalia vasanta Moore, 1859

## Niet meer in dit geslacht
- Euthalia aeetes (Hewitson, 1861)
- Euthalia aegle (Doherty, 1891)
- Euthalia aeropa (Linnaeus, 1758)
- Euthalia amlana (Numalon, 1970)
- Euthalia bontouxi Vitalis de Salvaza, 1924
- Euthalia canescens (Butler, 1868)
- Euthalia cyanipardus (Butler, 1868)
- Euthalia damalis (Erichson, 1834)
- Euthalia dirtea (Fabricius, 1793)
- Euthalia dunya (Doubleday, 1848)
- Euthalia durga (Moore, 1857)
- Euthalia elna (Poll, 1895)
- Euthalia evelina (Stoll, 1790)
- Euthalia hikarugenzi (Tsukada & Nishiyama, 1980, 1980)
- Euthalia iva Moore, 1857
- Euthalia labotas (Hewitson, 1864)
- Euthalia linpingensis Mell, 1935
- Euthalia panopus (Felder, 1861)
- Euthalia perdix (Butler, 1884)
- Euthalia recta (De Nicéville, 1886)
- Euthalia satrapes (C. & R. Felder, 1861)
- Euthalia satropaces (Hewitson, 1876)
- Euthalia telchinioides Mell, 1923
- Euthalia teuta (Doubleday, 1848)
- Euthalia vacillaria Butler, 1868

## Spooknamen
- Euthalia anaea Niepelt, 1927
- Euthalia andosa Fruhstorfer, 1906 misspelling voor undosa
- Euthalia bipunctata (Van Vollenhoven, 1862)
- Euthalia fulvomaculata (Capronnier, 1889) misspelling voor Adolias fulvomacula
- Euthalia japroa Tytler, 1915
- Euthalia larika (Swinhoe, 1915)
- Euthalia longi Vitalis de Salvaza, 1924
- Euthalia themistocles Oberthür, 1907